# Bizone
1947–1948
Entités précédentes :
- Zone d'occupation britannique en Allemagne
- Zone d'occupation américaine en Allemagne

Entités suivantes :
- Trizone

La Bizone est le nom donné à partir du 1er janvier 1947 au regroupement des zones occupées par les Britanniques et les Américains en Allemagne à l'issue de la Seconde Guerre mondiale.

## Historique

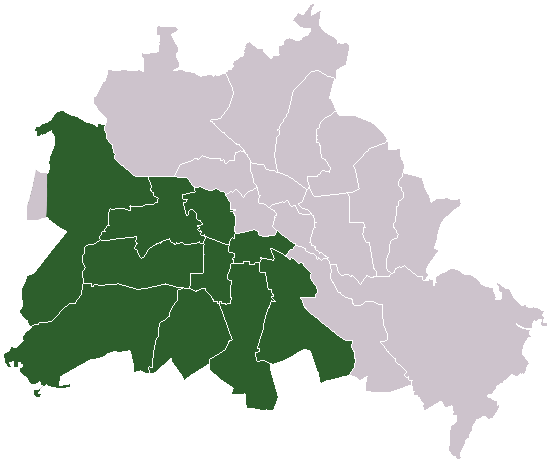
La Bizone à Berlin.

La création de la Bizone trouve son origine lorsque l'Union soviétique cessa les livraisons des produits agricoles venant de leur zone d'occupation en Allemagne orientale vers les secteurs occidentaux plus industrialisés. En représailles, l'administrateur militaire américain, Lucius D. Clay, fit cesser le transfert des éléments du démontage des usines du secteur de la Ruhr qui étaient destinés au secteur soviétique. Face à cela, l'Union soviétique organisa une campagne de relations publiques contre la politique américaine et commença à entraver le travail administratif dans les quatre secteurs d'occupation.
Américains et Britanniques prirent alors la décision de conjuguer leurs efforts pour promouvoir un nouvel ordre économique dans l'Allemagne occupée, en supprimant des barrières douanières ou autres entraves à la circulation des biens et des marchandises entre leurs zones respectives (la zone américaine et la zone britannique). Un organisme qui était chargé de régler les importations et exportations de cette bizone fut créé et siégea à Francfort : la Joint Import Export association.
Avant la création de la Bizone, les alliés administrent à leur guise leurs secteurs d'occupation respectifs, sous le modèle de leur système économique.
Le 16 avril 1948 constitue un tournant dans l'avenir économique de l'Allemagne occidentale, puisque la Bizone, ainsi que la zone d'occupation française deviennent membres fondateurs de l'Organisation européenne de coopération économique (OECE), dont la fonction initiale est de répartir les crédits accordés par le Plan Marshall pour la reconstruction des pays ruinés par la guerre qui venait de se terminer.
La zone française ne rejoint la Bizone que le 3 juin 1948, ceci en vertu des accords de Londres. La Sarre qui constituait alors un État indépendant et souverain, sous protectorat français, n'en faisait pas partie. Se crée ainsi une Trizone qui sera à l'origine du blocus de Berlin par les Soviétiques à partir du 24 juin 1948, et, un an plus tard, de la fondation de la République fédérale d'Allemagne.